# Lac du Causse
Le lac du Causse est une étendue d'eau douce française due à un barrage sur la Couze, située dans le département de la Corrèze, en région Nouvelle-Aquitaine.

## Géographie
Son emprise s'étend principalement sur les communes de  Lissac-sur-Couze (rive nord), Chasteaux (rive sud) et avec une petite partie nord-ouest sur celle de Saint-Cernin-de-Larche, dans le Causse corrézien à 9 km au sud-ouest de Brive-la-Gaillarde.  
Il est alimenté par la Couze, un affluent de la Vézère.

## Lac de retenue
Lac de barrage d'une superficie de 84 hectares et de trois kilomètres de long.
La répartition du plan d'eau selon les trois communes est la suivante : 60 hectares sur Lissac-sur-Couze, 22 hectares sur Chasteaux et 
2 hectares sur Saint-Cernin-de-Larche (zone où se trouve l'évacuateur de crue, dit aussi « rosace » ou « marguerite »).

## Utilisations
Sports nautiques (planche à voile, optimist, aviron, pédalo, canoë-kayak), pêche, natation (baignade surveillée en juillet et août), 
Championnats du monde universitaire d'aviron en 2004 puis championnats du monde junior d'aviron en 2009 ; plusieurs championnats régionaux et de France s'y sont également déroulés .

### Autour du lac
Base nautique, camping, vélo tout terrain, golf 18 trous, sentiers pédestres.

## Galerie

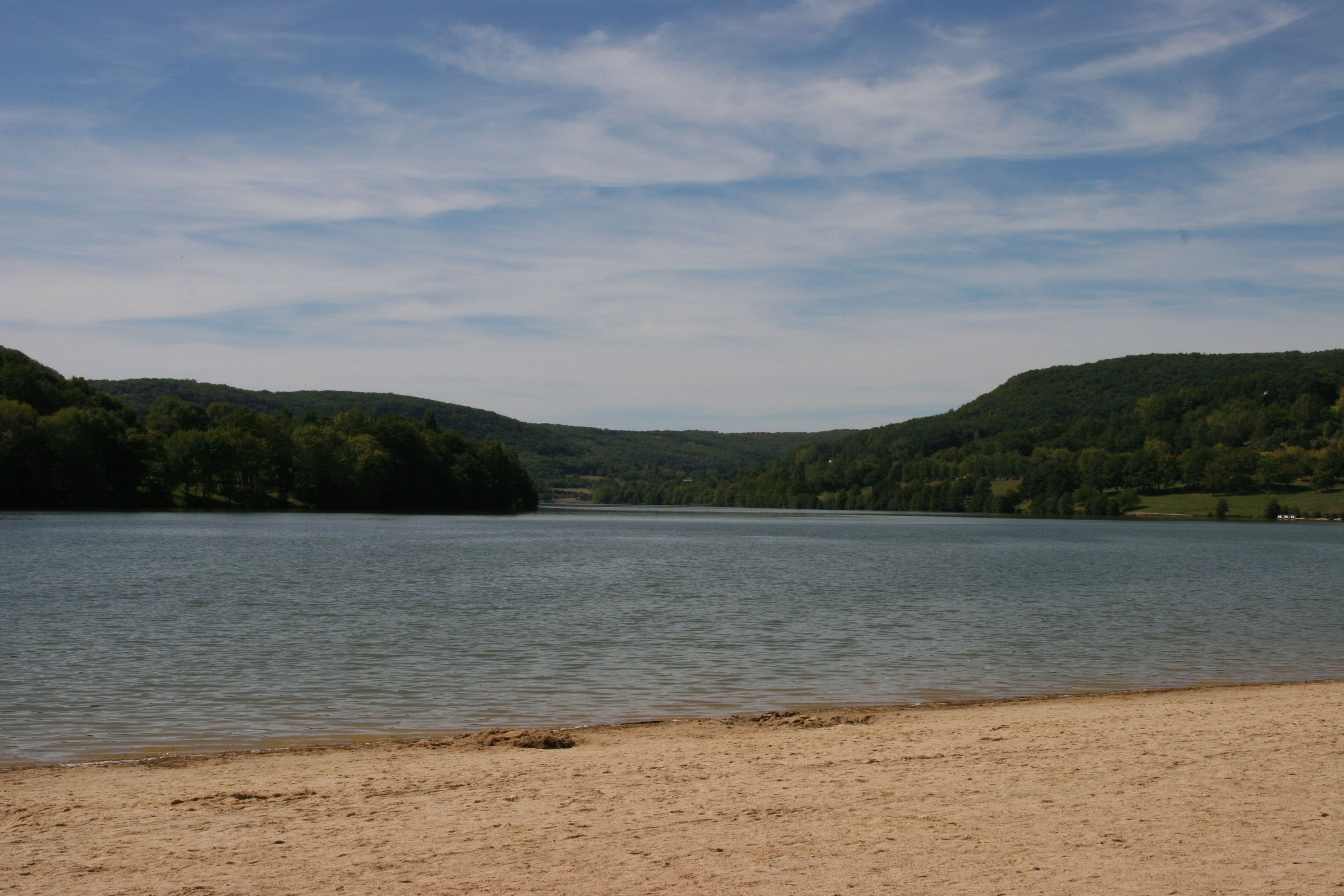
Le lac du Causse.
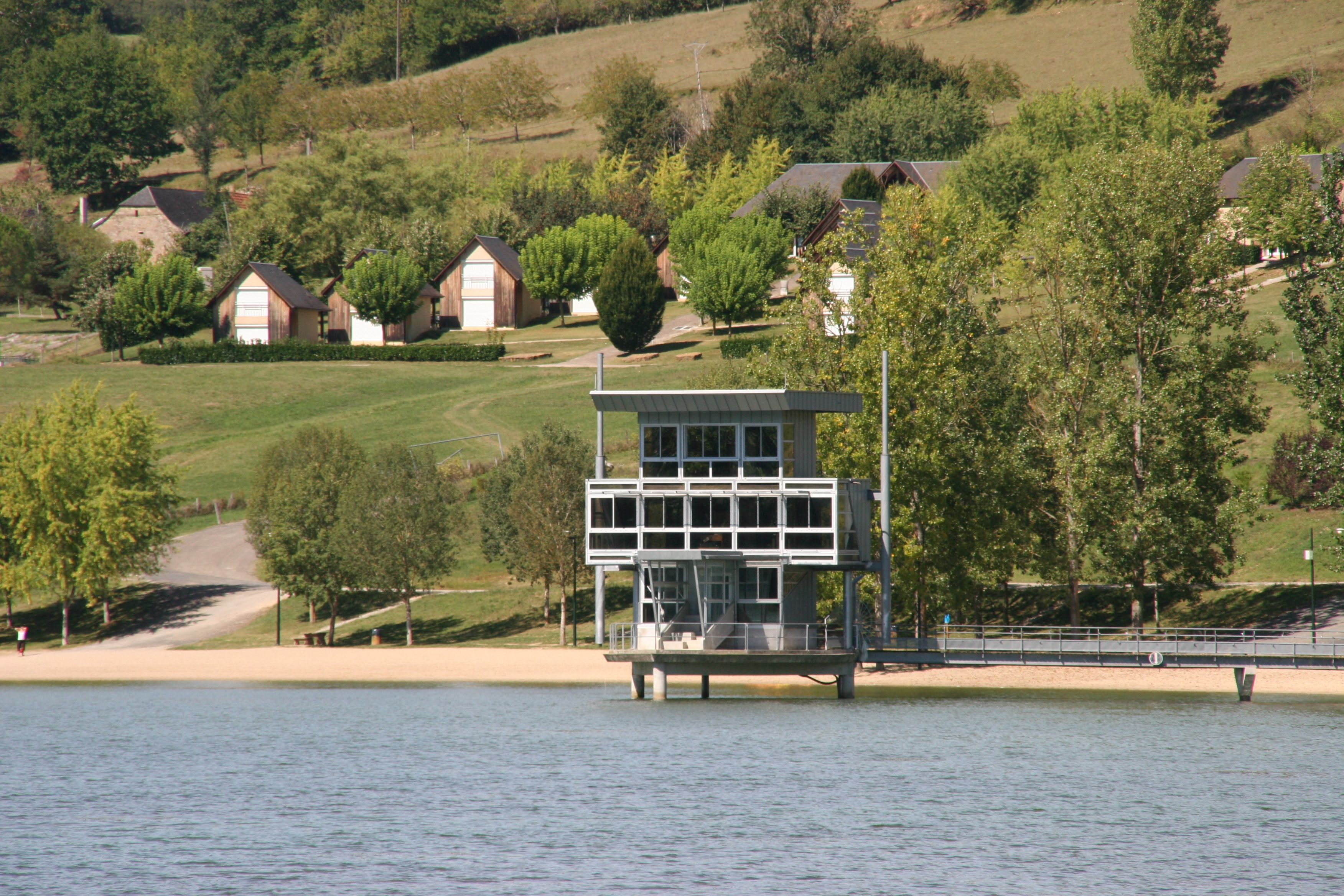
La tour des régates.
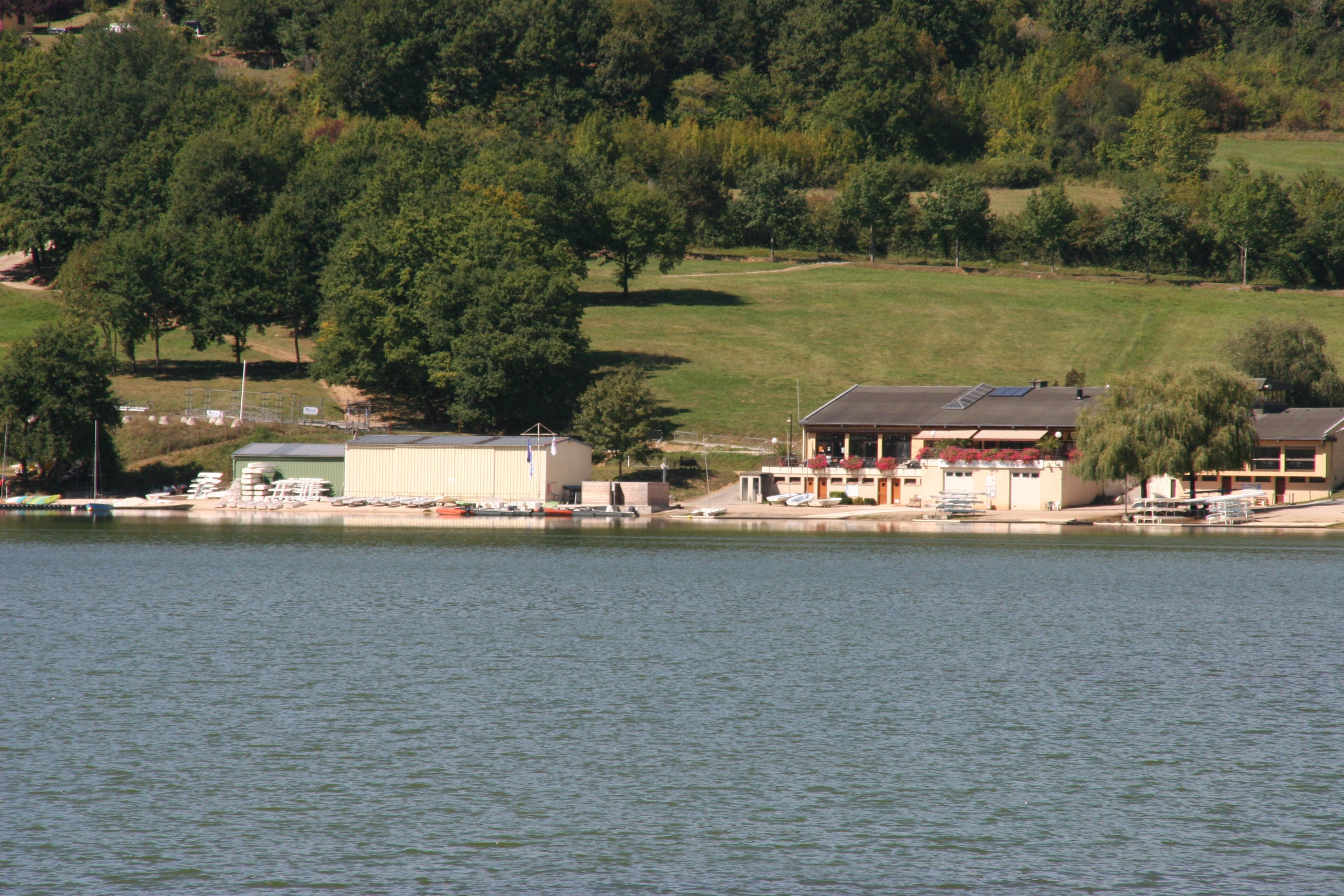
Le centre nautique.
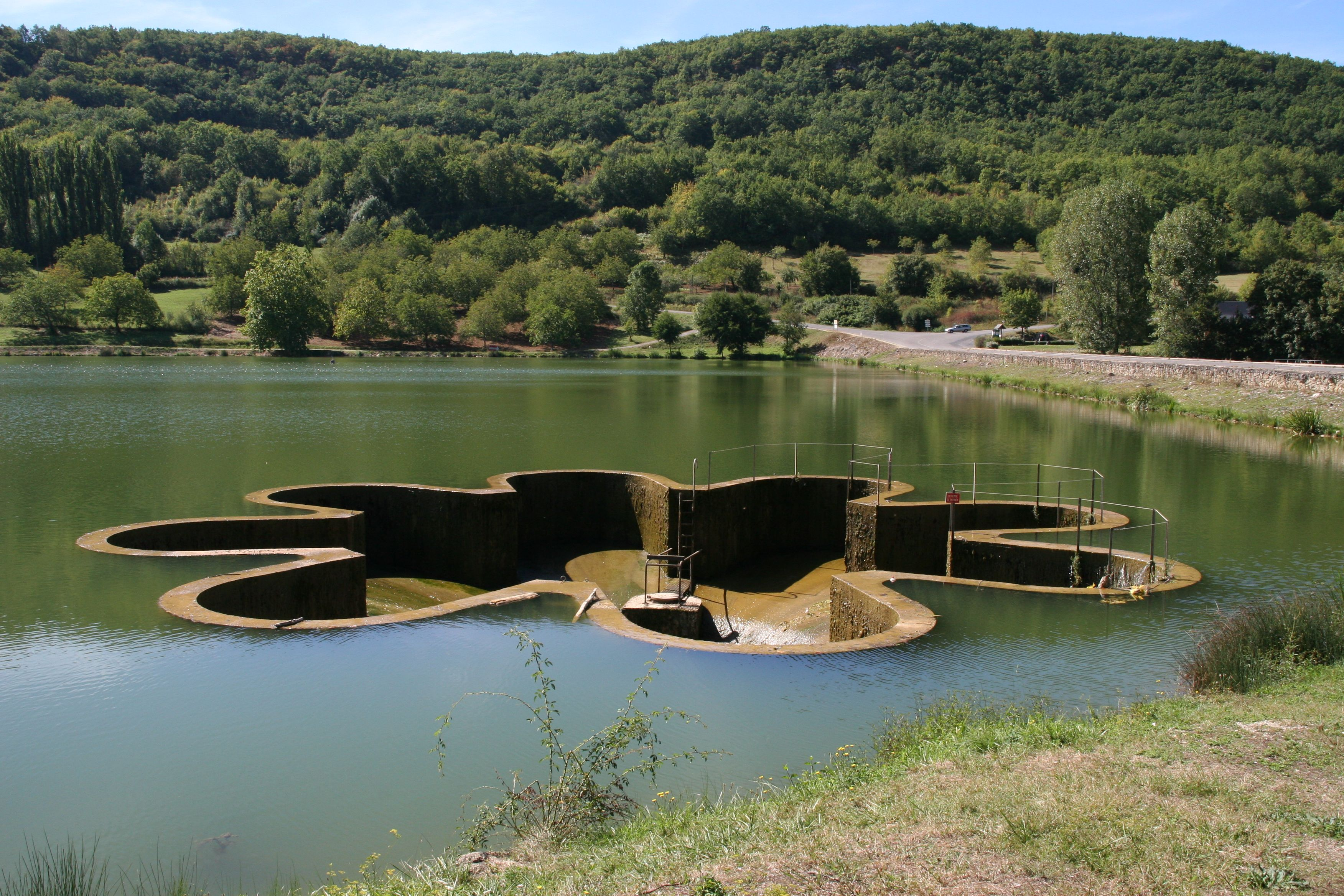
L'évacuateur de trop-plein.